# Opatija sv. Augustina u Canterburyju
Opatija sv. Augustina u Canterburyju je ruševina benediktinskog samostana u Canterburyju, Kent (Engleska) koji je 1988. god. upisana na UNESCO-ov popis mjesta svjetske baštine u Europi zbog velikog utjecaja njegovog skriptorija i monaškog centra u kasnogotičkoj srednjovjekovnoj Engleskoj i šire.

## Povijest
Koncem 6. st., nakon pokrštenja kralja Ethelberta od Kenta, Sveti Augustin Kanterberijski je zasnovao samostan s crkvom unutar gradskih zidina. Samostan i crkvu su uništili Vikinzi u 9. i 10. st.
God. 978. nadbiskup Sveti Dunstan je podigao veću građevinu, posvećenu svetima Petru, Pavlu i Augustinu. Sredinom 11. st. u njoj je djelovao monah zlatar Spearhafoc koji je zahvaljujući svojoj čudotvornoj umjetničkoj vještini kasnije postao londonskim biskupom, a nestao je s draguljima koje je trebao ugraditi u krunu Edvarda III.
U 12. st. sve anglosaksonske građevine su zamijenjene većim, romaničkim, a u 13. st dodane su i druge poput klaustra, toaleta, nove kuhinje i velike spavaonice i prijemne dvorane.
U 14. st. izgrađen je veliki portal, pivnica i pekara, te ograđeni vinograd. Nakon potresa 1382. god., opatija je obnovljena i izgrađen je današnji portal (danas gradska vrata). Do 1500. god. opatijska knjižnica je imala preko 2.000 knjiga, od kojih su mnoge proizvedene u opatijskom skriptoriju.
Nakon napuštanja opatije dio je pretvoren u palaču za Anu od Klevea, četvrtu ženu Henrika VIII. Koncem 17. st. njen vlasnik, Lord Edward Wotton je dao izgraditi park oko dvorca, no on je uništen, zajedno s dvorcem, u velikoj oluji 1703. god. 
Danas su ruševine samostana, istočno od katedrale, UNESCO-ova svjetska baština koja samo svojom veličinom govori o slavnoj prošlosti.

## Poveznice
- Engleska umjetnost
- Gotička arhitektura

## Vanjske poveznice
- Opatija sv. Augustina - Engleska baština.